# Samuel Hakiruwizeye
Samuel Hakiruwizeye, né le 26 juin 1997, à Butare, est un coureur cycliste rwandais.

## Biographie
En 2015, Samuel Hakiruwizeye prend la troisième place du championnat du Rwanda du contre-la-montre dans la catégorie juniors (moins de 19 ans). 
Lors de la saison 2017, il prend la cinquième place du championnat du Rwanda sur route. Il termine également huitième et meilleur coureur rwandais du Tour de Côte d'Ivoire. En août 2018, il se classe deuxième d'une étape du Tour du Rwanda. 

## Palmarès et résultats

### Palmarès par année
- 2015
  - 3e du championnat du Rwanda du contre-la-montre juniors
- 2016
  - 2e du championnat du Rwanda sur route espoirs
  - 3e du championnat du Rwanda du contre-la-montre espoirs
- 2017
  - 2e du championnat du Rwanda sur route espoirs

### Classements mondiaux
| Année           | 2016 | 2017 | 2018 |
| --------------- | ---- | ---- | ---- |
| UCI Africa Tour | 237e | 87e  | 193e |